# Jovan Skerlić
Jovan Skerlić (v srbské cyrilici Јован Скерлић; 20. srpna 1877, Bělehrad, Srbsko – 15. května 1914, Bělehrad, Srbsko) byl srbský spisovatel a literární historik období moderny.

## Život
Studoval v Bělehradě, a to jak na gymnáziu, tak i na Velké škole. Už v šestnácti letech psal texty o v Bělehradě aktuálně vydávaných knihách. Jeho profesorem byl Bogdan Popović. Po dokončení studií pobýval Skerlić v Laussane ve Švýcarsku. Živil se jako profesor; krátkou dobu vyučoval na gymnáziu a poté na Bělehradské univerzitě. Nejprve přednášel francouzskou literaturu a poté i domácí, srbskou. Byl také redaktorem (a později i šéfredaktorem) literárního časopisu Srpski književni glasnik.
Skerlić byl rovněž politicky aktivní. Jako mladý se ztotožnil se socialistickými myšlenkami a vstoupil do sociálnědemokratické strany. Z ní byl ale v roce 1904 vyloučen. Později se stal členem Národní radikální strany, resp. jejího levého křídla. V letech 1912–1914 byl poslancem Skupštiny, kde jeho hlavním tématem byl boj proti bankám.[zdroj?]
Skerlić obdivoval Dositeje Obradoviće jako pokrokového vzdělance a Svetozara Markoviće jako revolučního socialistu. Věřil, že cílem literatury je otevřít lidu dveře k pokroku. Proto se zajímal právě o pokrokové spisovatele (o Markovićovi napsal rozsáhlou biografii, kterou také v roce 1910 i sám vydal), zatímco k těm konzervativněji zaměřeným (např. Stevanu Sremcovi) měl spíše odpor. Rovněž kritizoval mnohé autory moderny, kteří tíhli k poezii pesimismu a hrůzy; odmítal zaostalost srbského lidu, která pramenila z východní náboženské tradice a kladl důraz na individualitu a svobodu jednotlivce.

## Práce
Skerlić za svůj život napsal stovky esejí a sestavil řadu biografií, které se věnovaly životopisům jednotlivých srbských autorů. Ty vyšly sborně pod názvem Pisci i knjige (Spisovatelé a knihy).
Skerlić byl aktivní hlavně v oblasti literárních kritik. Období moderny, které bylo vůči literární kritice velmi příznivé, umožnilo Skerlićovi aby se stal jednou z vůdčích osobností literární tvorby své doby. Tento žánr byl totiž na počátku 20. století v okruhu jednotlivých autorů nakonec přijat jako rovnocenný s ostatními.
Obsáhlým dílem Jovana Skerliće je Istorija nove srpske književnosti (Dějiny nové srbské literatury), do kterého shrnul vývoj domácí literární tvorby od pádu Osmanské říše. až po začátek 20. století a de facto tak sumarizoval svojí veškerou tvorbu coby literárního historika.